# De mulieribus claris
De mulieribus claris o De claris mulieribus (italiano: Le donne famose) è un'opera in lingua latina composta da Giovanni Boccaccio tra l'estate del 1361 e quella del 1362, e che raccoglie le biografie di 106 donne famose.

## Contenuto
L'opera descrive, a scopo morale, le vite di 106 donne, tratte da Antico Testamento, mitologia e antichità classica, medioevo: attraverso le loro azioni, sia buone che cattive, l'autore intendeva presentare esempi e spronare alla virtù. Le biografie partono da Eva, la prima donna, fino alla regina Giovanna I di Napoli, la donna più famosa e potente dell'epoca di Boccaccio. Nell'elenco vi sono molte eroine leggendarie, come Elena di Troia o le Amazzoni, che secondo la sensibilità dei tempi erano considerate personaggi reali. 
Boccaccio dichiara di aver composto la prima opera che trattasse esclusivamente di donne. L'ispirazione gli era venuta dal De viris illustribus di Francesco Petrarca, contenente le biografie di vari uomini illustri; Boccaccio compose allora un'opera intitolata De casibus virorum illustrium, con le biografie di numerosi personaggi maschili e femminili, e il De mulieribus claris, dedicato solo alle donne illustri.
L'opera fu composta a Certaldo tra l'estate 1361 e l'estate o la fine del 1362. Boccaccio aveva intenzione di dedicare l'opera alla regina Giovanna I di Napoli, ma nel dicembre del 1362 conobbe Niccolò Acciaiuoli e decise di dedicare il suo componimento alla sorella di lui, Andrea Acciaiuoli, moglie prima di Carlo d'Artus, conte di Monteodorisio, e poi di Bartolomeo di Capua, conte d'Altavilla, ritenendo che l'opera fosse troppo modesta per essere dedicata ad un grande personaggio come Giovanna.

### Elenco
|  | Per approfondire, leggi il testo s:De mulieribus claris/I. |

|  | Per approfondire, leggi il testo s:De mulieribus claris/II. |

|  | Per approfondire, leggi il testo s:De mulieribus claris/III. |

|  | Per approfondire, leggi il testo s:De mulieribus claris/IV. |

|  | Per approfondire, leggi il testo s:De mulieribus claris/V. |

|  | Per approfondire, leggi il testo s:De mulieribus claris/VI. |

|  | Per approfondire, leggi il testo s:De mulieribus claris/VII. |

|  | Per approfondire, leggi il testo s:De mulieribus claris/VIII. |

|  | Per approfondire, leggi il testo s:De mulieribus claris/IX. |

|  | Per approfondire, leggi il testo s:De mulieribus claris/X. |

|  | Per approfondire, leggi il testo s:De mulieribus claris/XI. |

|  | Per approfondire, leggi il testo s:De mulieribus claris/XII. |

|  | Per approfondire, leggi il testo s:De mulieribus claris/XIII. |

|  | Per approfondire, leggi il testo s:De mulieribus claris/XIV. |

|  | Per approfondire, leggi il testo s:De mulieribus claris/XV. |

|  | Per approfondire, leggi il testo s:De mulieribus claris/XVI. |

|  | Per approfondire, leggi il testo s:De mulieribus claris/XVII. |

|  | Per approfondire, leggi il testo s:De mulieribus claris/XVIII. |

|  | Per approfondire, leggi il testo s:De mulieribus claris/XIX. |

|  | Per approfondire, leggi il testo s:De mulieribus claris/XX. |

|  | Per approfondire, leggi il testo s:De mulieribus claris/XXI. |

|  | Per approfondire, leggi il testo s:De mulieribus claris/XXII. |

|  | Per approfondire, leggi il testo s:De mulieribus claris/XXIII. |

|  | Per approfondire, leggi il testo s:De mulieribus claris/XXIV. |

|  | Per approfondire, leggi il testo s:De mulieribus claris/XXV. |

|  | Per approfondire, leggi il testo s:De mulieribus claris/XXVI. |

|  | Per approfondire, leggi il testo s:De mulieribus claris/XXVII. |

|  | Per approfondire, leggi il testo s:De mulieribus claris/XXVIII. |

|  | Per approfondire, leggi il testo s:De mulieribus claris/XXIX. |

|  | Per approfondire, leggi il testo s:De mulieribus claris/XXX. |

|  | Per approfondire, leggi il testo s:De mulieribus claris/XXXI. |

|  | Per approfondire, leggi il testo s:De mulieribus claris/XXXII. |

|  | Per approfondire, leggi il testo s:De mulieribus claris/XXXIII. |

|  | Per approfondire, leggi il testo s:De mulieribus claris/XXXIV. |

|  | Per approfondire, leggi il testo s:De mulieribus claris/XXXV. |

|  | Per approfondire, leggi il testo s:De mulieribus claris/XXXVI. |

|  | Per approfondire, leggi il testo s:De mulieribus claris/XXXVII. |

|  | Per approfondire, leggi il testo s:De mulieribus claris/XXXVIII. |

|  | Per approfondire, leggi il testo s:De mulieribus claris/XXXIX. |

|  | Per approfondire, leggi il testo s:De mulieribus claris/XL. |

|  | Per approfondire, leggi il testo s:De mulieribus claris/XLI. |

|  | Per approfondire, leggi il testo s:De mulieribus claris/XLII. |

|  | Per approfondire, leggi il testo s:De mulieribus claris/XLIII. |

|  | Per approfondire, leggi il testo s:De mulieribus claris/XLIV. |

|  | Per approfondire, leggi il testo s:De mulieribus claris/XLV. |

|  | Per approfondire, leggi il testo s:De mulieribus claris/XLVI. |

|  | Per approfondire, leggi il testo s:De mulieribus claris/XLVII. |

|  | Per approfondire, leggi il testo s:De mulieribus claris/XLVIII. |

|  | Per approfondire, leggi il testo s:De mulieribus claris/XLIX. |

|  | Per approfondire, leggi il testo s:De mulieribus claris/L. |

|  | Per approfondire, leggi il testo s:De mulieribus claris/LI. |

|  | Per approfondire, leggi il testo s:De mulieribus claris/LII. |

|  | Per approfondire, leggi il testo s:De mulieribus claris/LIII. |

|  | Per approfondire, leggi il testo s:De mulieribus claris/LIV. |

|  | Per approfondire, leggi il testo s:De mulieribus claris/LV. |

|  | Per approfondire, leggi il testo s:De mulieribus claris/LVI. |

|  | Per approfondire, leggi il testo s:De mulieribus claris/LVII. |

|  | Per approfondire, leggi il testo s:De mulieribus claris/LVIII. |

|  | Per approfondire, leggi il testo s:De mulieribus claris/LIX. |

|  | Per approfondire, leggi il testo s:De mulieribus claris/LX. |

|  | Per approfondire, leggi il testo s:De mulieribus claris/LXI. |

|  | Per approfondire, leggi il testo s:De mulieribus claris/LXII. |

|  | Per approfondire, leggi il testo s:De mulieribus claris/LXIII. |

|  | Per approfondire, leggi il testo s:De mulieribus claris/LXIV. |

|  | Per approfondire, leggi il testo s:De mulieribus claris/LXV. |

|  | Per approfondire, leggi il testo s:De mulieribus claris/LXVI. |

|  | Per approfondire, leggi il testo s:De mulieribus claris/LXVII. |

|  | Per approfondire, leggi il testo s:De mulieribus claris/LXVIII. |

|  | Per approfondire, leggi il testo s:De mulieribus claris/LXIX. |

|  | Per approfondire, leggi il testo s:De mulieribus claris/LXX. |

|  | Per approfondire, leggi il testo s:De mulieribus claris/LXXI. |

|  | Per approfondire, leggi il testo s:De mulieribus claris/LXXII. |

|  | Per approfondire, leggi il testo s:De mulieribus claris/LXXIII. |

|  | Per approfondire, leggi il testo s:De mulieribus claris/LXXIV. |

|  | Per approfondire, leggi il testo s:De mulieribus claris/LXXV. |

|  | Per approfondire, leggi il testo s:De mulieribus claris/LXXVI. |

|  | Per approfondire, leggi il testo s:De mulieribus claris/LXXVII. |

|  | Per approfondire, leggi il testo s:De mulieribus claris/LXXVIII. |

|  | Per approfondire, leggi il testo s:De mulieribus claris/LXXIX. |

|  | Per approfondire, leggi il testo s:De mulieribus claris/LXXX. |

|  | Per approfondire, leggi il testo s:De mulieribus claris/LXXXI. |

|  | Per approfondire, leggi il testo s:De mulieribus claris/LXXXII. |

|  | Per approfondire, leggi il testo s:De mulieribus claris/LXXXIII. |

|  | Per approfondire, leggi il testo s:De mulieribus claris/LXXXIV. |

|  | Per approfondire, leggi il testo s:De mulieribus claris/LXXXV. |

|  | Per approfondire, leggi il testo s:De mulieribus claris/LXXXVI. |

|  | Per approfondire, leggi il testo s:De mulieribus claris/LXXXVII. |

|  | Per approfondire, leggi il testo s:De mulieribus claris/LXXXVIII. |

|  | Per approfondire, leggi il testo s:De mulieribus claris/LXXXIX. |

|  | Per approfondire, leggi il testo s:De mulieribus claris/LXXXX. |

|  | Per approfondire, leggi il testo s:De mulieribus claris/LXXXXI. |

|  | Per approfondire, leggi il testo s:De mulieribus claris/LXXXXII. |

|  | Per approfondire, leggi il testo s:De mulieribus claris/LXXXXIII. |

|  | Per approfondire, leggi il testo s:De mulieribus claris/LXXXXIV. |

|  | Per approfondire, leggi il testo s:De mulieribus claris/LXXXXV. |

|  | Per approfondire, leggi il testo s:De mulieribus claris/LXXXXVI. |

|  | Per approfondire, leggi il testo s:De mulieribus claris/LXXXXVII. |

|  | Per approfondire, leggi il testo s:De mulieribus claris/LXXXXVIII. |

|  | Per approfondire, leggi il testo s:De mulieribus claris/LXXXXIX. |

|  | Per approfondire, leggi il testo s:De mulieribus claris/C. |

|  | Per approfondire, leggi il testo s:De mulieribus claris/CI. |

|  | Per approfondire, leggi il testo s:De mulieribus claris/CII. |

|  | Per approfondire, leggi il testo s:De mulieribus claris/CIII. |

## Composizione e fonti
Come per l'analogo De casibus virorum illustrium, anche il De mulieribus fu composto da Boccaccio dopo la sua "conversione all'umanesimo", successiva all'incontro con Francesco Petrarca, che da lungo tempo stava attendendo al proprio De viris illustribus.
Oltre a questo modello fondamentale, da Boccaccio innovato nella scelta di personaggi femminili, per quanto riguarda la trattazione di figure tratte dal mito e dalla storia classica Boccaccio si servì di svariati autori antichi, come ad esempio i Factorum et dictorum memorabilium libri IX di Valerio Massimo.

## Ricezione
Il trattato godette di straordinaria fortuna nel tardo medioevo e nella prima età moderna. Ciò è attestato dal gran numero di manoscritti dell'opera, spesso riccamente miniati; dalle sue numerose traduzioni nelle varie lingue dell'Europa occidentale, con la prima traduzione italiana, di Donato Albanzani, già nel 1397, e poi (limitandoci a quelle successive all'introduzione della stampa) in tedesco (Augusta, 1479), francese (Strasburgo, 1488), spagnolo (Saragozza, 1494); e infine dalle altrettanto numerose opere che ampliano il testo di Boccaccio o se ne servono come fonte.
Già nel 1405 la scrittrice italo-francese Christine de Pizan aveva infatti scritto il suo La città delle dame, in cui si serviva del testo di Boccaccio, pur rielaborandolo in maniera originale secondo i propri fini artistici. Nel 1497 Jacopo Filippo Foresti stampò a Ferrara una versione in italiano che comprendeva 194 biografie (le 104 di Boccaccio, con alcune aggiunte: Isabella di Castiglia, Margherita di Scozia, sante cristiane). Nel 1545, Giuseppe Betussi pubblicò un'altra edizione con aggiunte di donne illustri dell'epoca quali Isotta Nogarola, Veronica Gambara, Vittoria Colonna.

## Galleria d'immagini
Miniature dal manoscritto francese BNF Fr. 598 (1403)

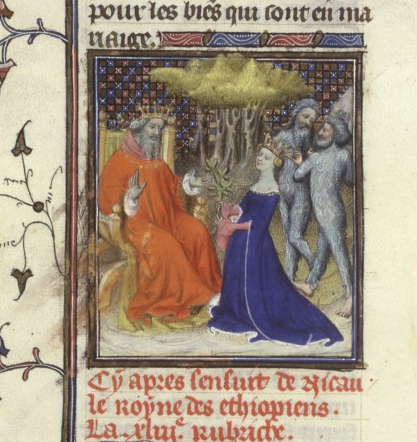
Nicaula e Salomone
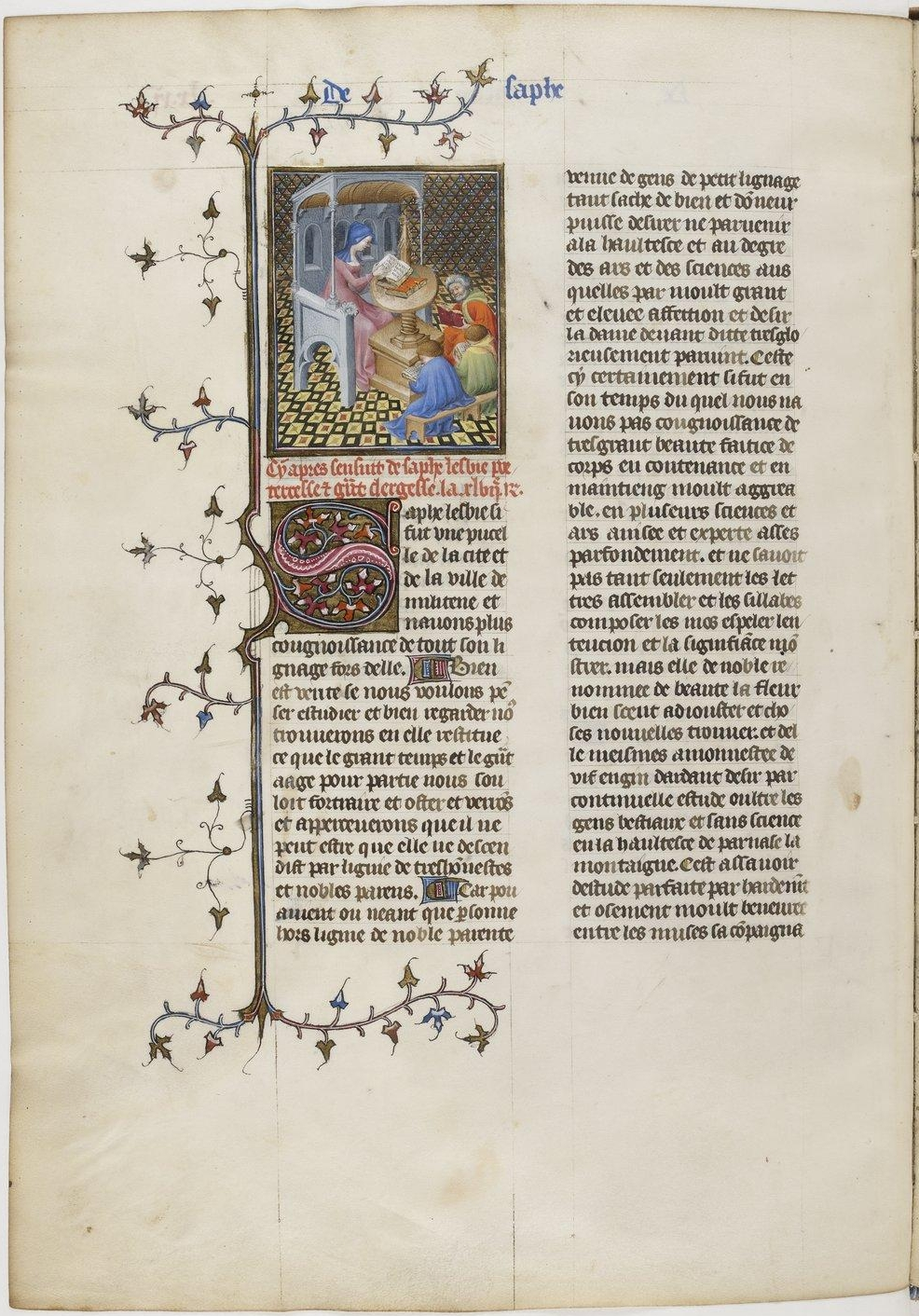
Saffo
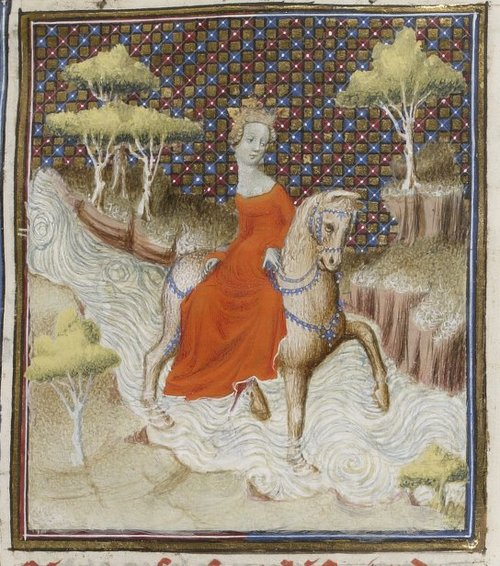
Clelia
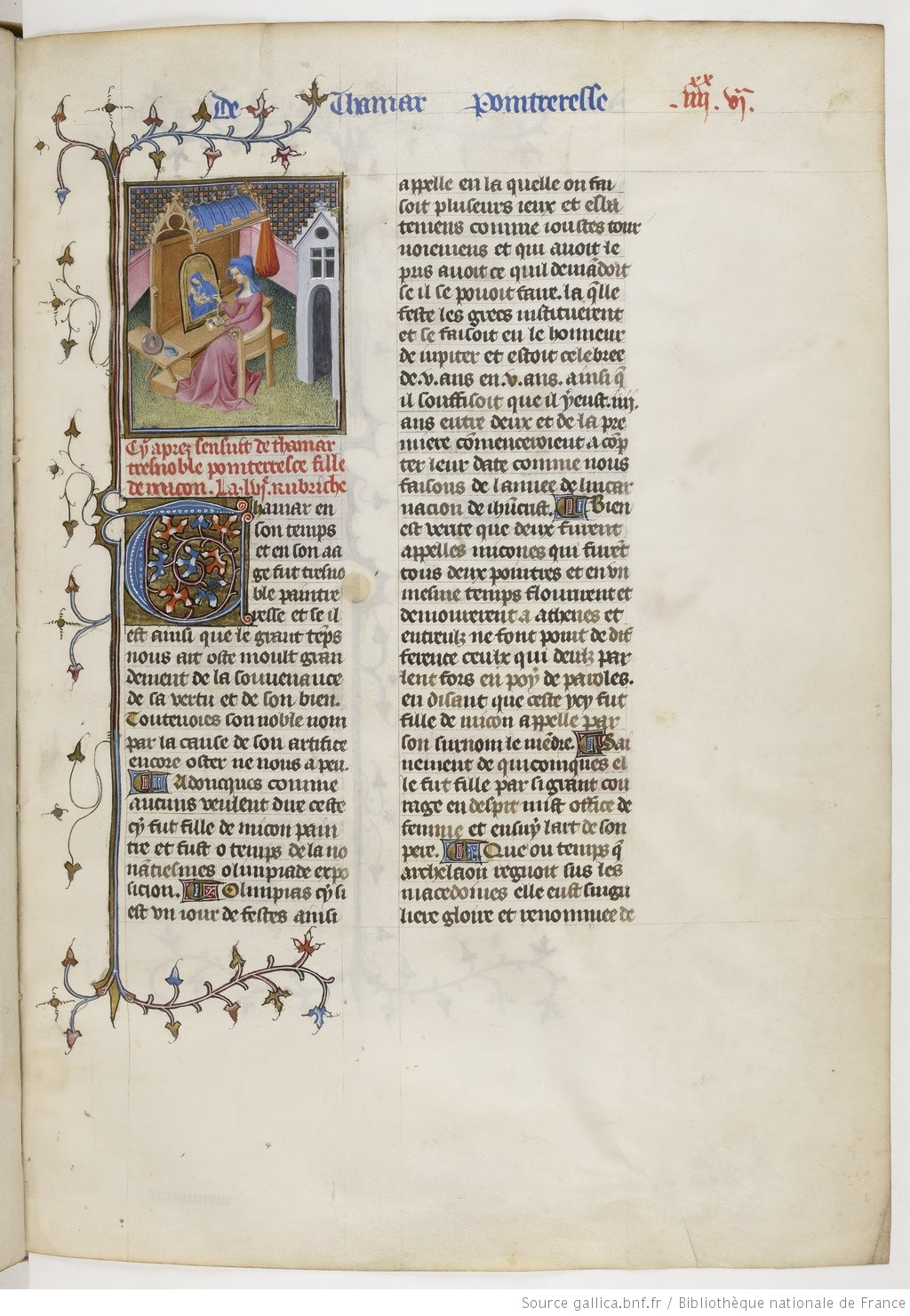
Tamari
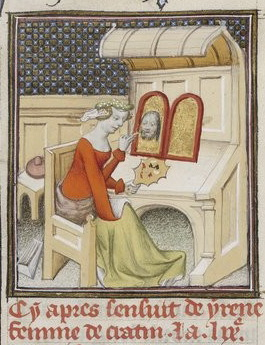
Irene
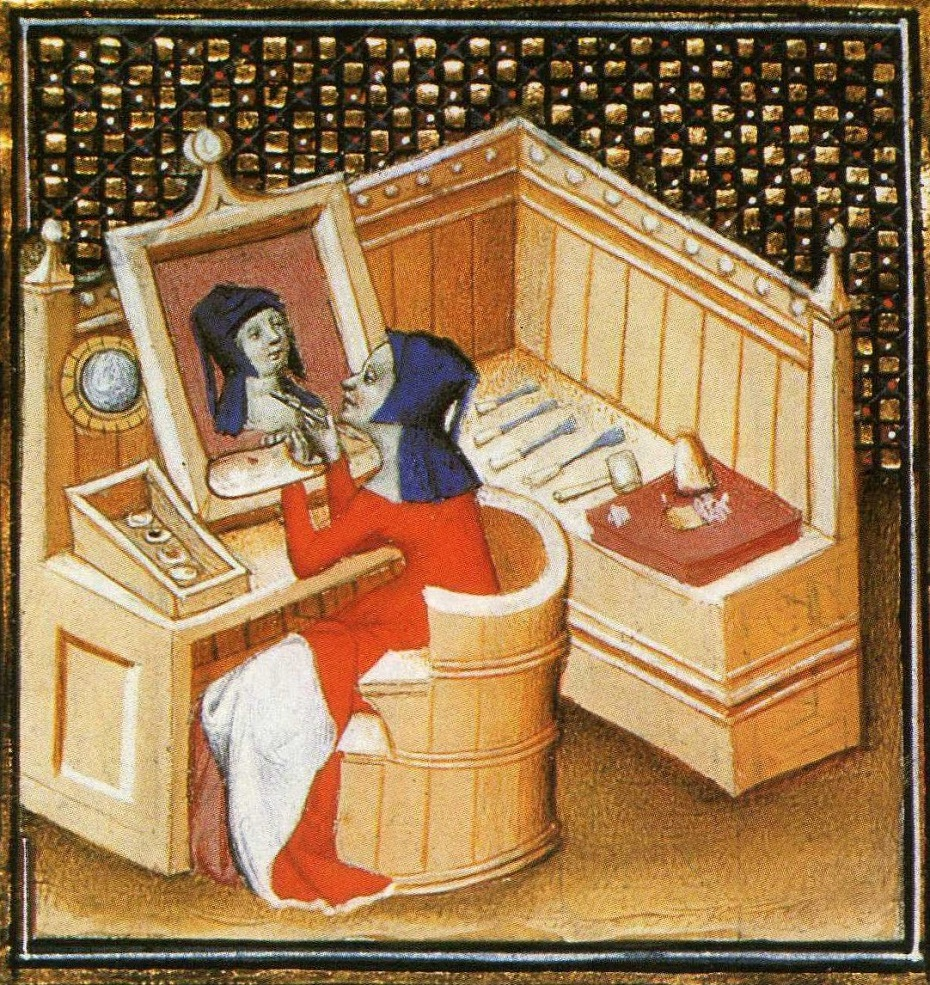
Marzia
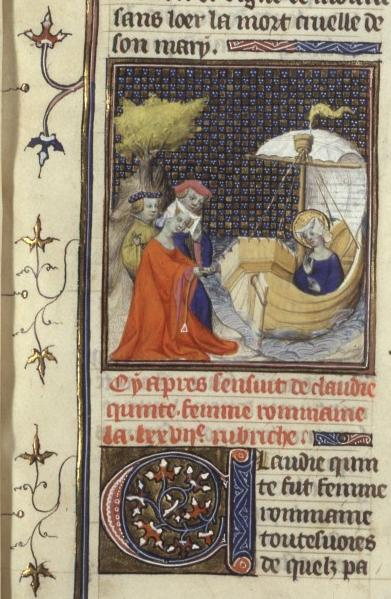
Claudia Quinta
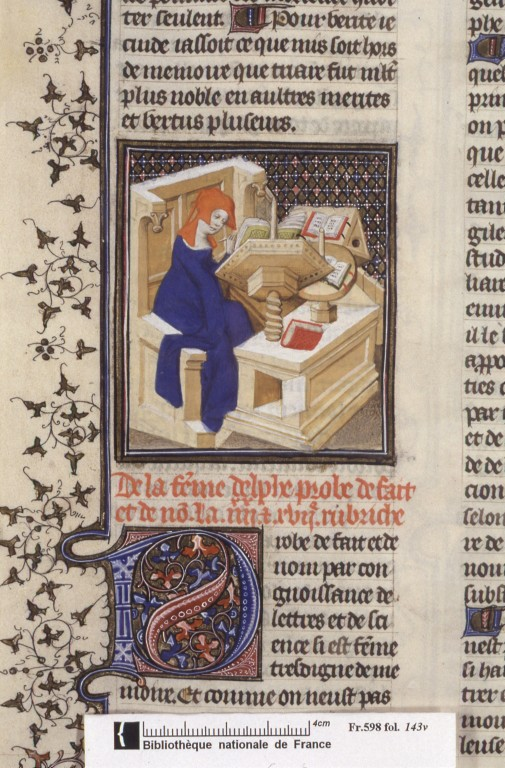
Faltonia Betizia Proba mentre compone il proprio poema
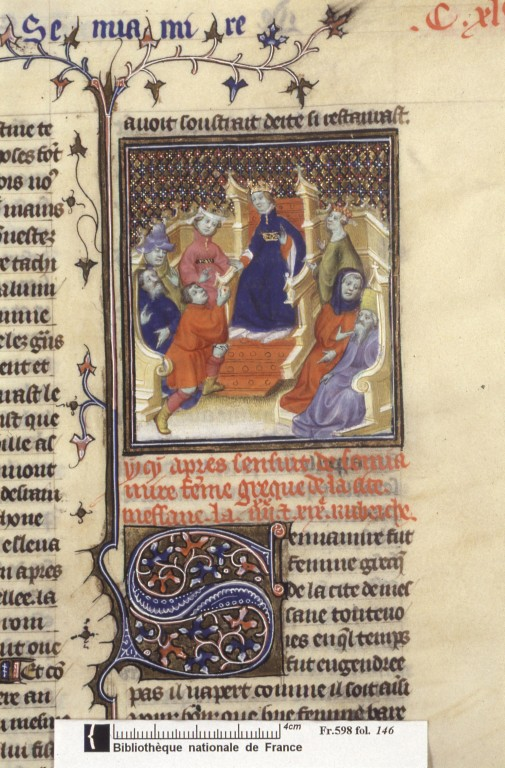
Giulia Soemia in Senato
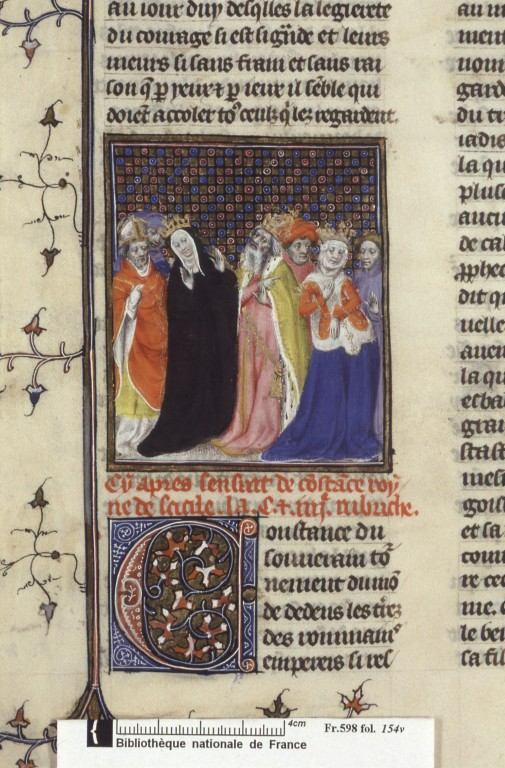
Incoronazione di Costanza d'Altavilla
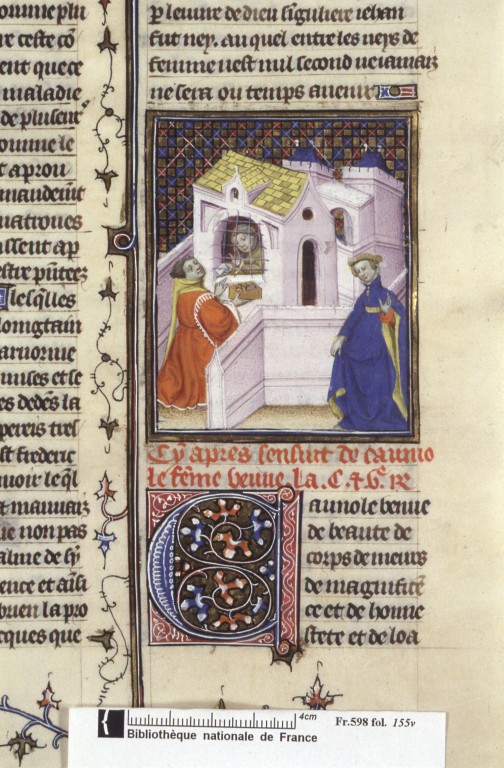
Camiola Turinga e Orlando
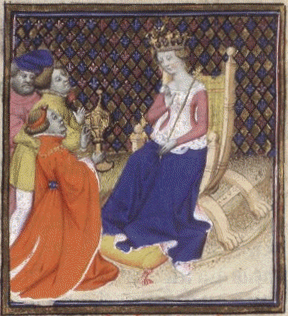
Giovanna I di Napoli